# Thales Leites
Thales Leites Lourenço, född 6 september 1981 i Rio de Janeiro, Brasilien, är en MMA-utövare som tävlar som mellanviktare.
Leites började med Brasiliansk Jiu-jitsu 1999 och fick, efter bara fyra år, svart bälte under Welton Ribeiro. 2001 vann han Brasilianska mästerskapen och kom på tredje plats i VM, 2002 vann han sedan Copa do Mundo.
Han gjorde sin professionella MMA-debut i november 2003, matchen slutade med en submission-vinst för Leites som kom att vinna sina 9 första MMA-matcher. Thales Leites gjorde sin debut i UFC på The Ultimate Fighter 4 Finale den 11 november 2006 när han förlorade mot dansken Martin Kampmann. Tanken var dock att han skulle debuterat ett par månader tidigare mot Nathan Marquardt men problem med Leites visum gjorde att matchen fick ställas in. Förlusten mot Kampmann blev Leites första som professionell fighter.
Leites vann sedan fem raka matcher i UFC, däribland ett kontroversiellt domarbeslut mot Nathan Marquardt på poäng efter att Marquardt fått två poängs avdrag på grund av regelbrott i den andra och tredje ronden. Av hans totalt 14 segrar har fler än hälften kommit på submission.
Leites gick en match om titeln i UFC:s mellanviktsdivision mot den regerande mästaren Anderson Silva på UFC 97 den 18 april 2009. Matchen gick alla fem ronderna och Silva tilldelades segern med domarsiffrorna 49-46, 48-47 och 50-46. Efter att Leites förlorat sin nästa match valde UFC att inte förlänga sitt kontrakt med honom.